# Khairul Idham Pawi

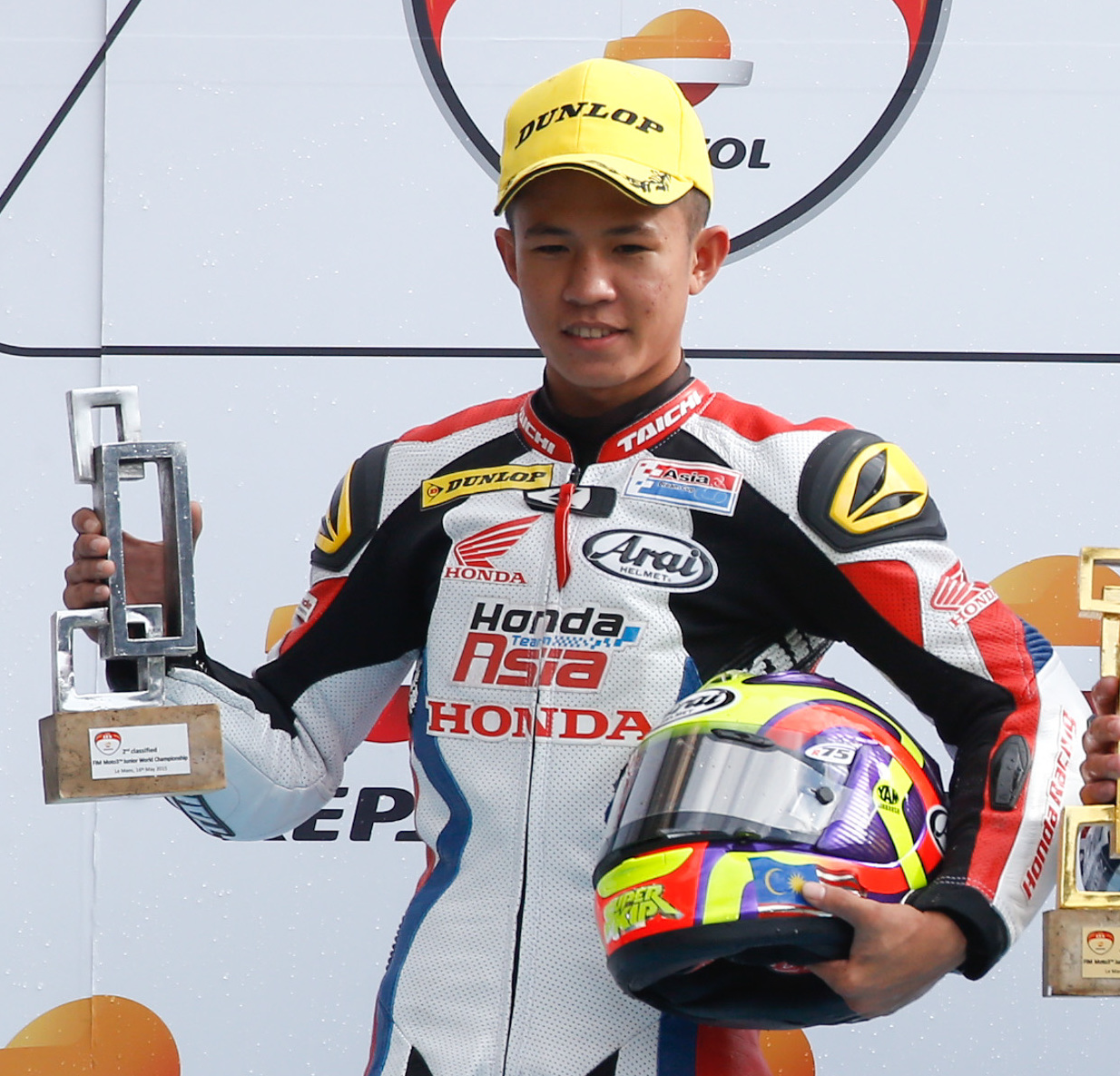
Khairul Idham Pawi

Khairul Idham Pawi,född 20 september 1998 i Perak, är en malaysisk roadracingförare. Han gjorde VM-debut i Moto3-klassen i Grand Prix Roadracing 2015 i Aragoniens Grand Prix och till säsongen 2016 körde han heltid för teamet Honda Team Asia. Redan i säsonens andra Grand Prix, Argentinas Grand Prix den 3 april 2016, tog Pawi sin första seger. Det var första gången en förare från Malaysia vann ett Grand Prix i Roadracing.

## Framskjutna placeringar
Uppdaterad till 2016-07-18.
| \| Nr \| Grand Prix \| År \| \| -- \| ---------- \| ---- \| \| 1 \| Argentina \| 2016 \| \| 2 \| Tyskland \| 2016 \| |            |      |
| Nr | Grand Prix | År   |
| 1 | Argentina  | 2016 |
| 2 | Tyskland   | 2016 |